# Veliká Marge
Veliká Marge (v anglickém originále Large Marge) je 4. díl 14. řady (celkem 295.) amerického animovaného seriálu Simpsonovi. Scénář napsal Ian Maxtone-Graham a díl režíroval Jim Reardon. V USA měl premiéru dne 24. listopadu 2002 na stanici Fox Broadcasting Company a v Česku byl poprvé vysílán 28. září 2004 na stanici ČT1.

## Děj
Líza a Homer se vsadí, kdo vyhraje prezidentské volby v roce 1948. V sázce zvítězí Líza a jako odměnu si vybere aktivitu na Den tatínka a dcery. Její aktivitou je účast na stavbě domů pro organizaci Habitat for Humanity spolu s Jimmym Carterem, Billem Clintonem a Georgem Bushem mladším, jejichž vztahy se podobají vztahům Tří moulů. Při malování si Homer sundá snubní prsten (což je ve skutečnosti náplast omotaná alobalem, protože Homerův skutečný snubní prsten spolkla želva), aby se na něj nedostala barva, a Lindsay Naegleová a Cookie Kwanová si mylně myslí, že Homer je starý mládenec. Marge, jež jede s Maggie kolem, vidí Homera, který vypadá, jako že flirtuje se ženami, protože napíná svaly (ve skutečnosti předvádí, že Marge rodí Barta). Marge se obává, že o ni Homer ztratil zájem, a tak se na radu Manjuly rozhodne podstoupit liposukci. Bohužel záměna způsobí, že namísto ní dostane prsní implantáty, které byly určeny pro jednu ze stážistek starosty Quimbyho. Doktor řekne, že Marge musí počkat 48 hodin, než jí budou moci být implantáty odstraněny. 
Mezitím Bart a Milhouse sledují epizodu Batmana, kde Krusty vystupuje jako padouch jménem Clownface, který ohrožuje Batmana a Robina rychle se točícím kolotočem smrti. Bartovi a Milhousovi se nápad zalíbí a inspiruje je k tomu, aby tento kousek zopakovali, přičemž Bart posadí Milhouse na kolotoč ve škole. Otto použije autobus k nastartování kolotoče a roztočí ho neuvěřitelnou rychlostí. Šrouby povolí a kolotoč letí vzduchem a shodí školní vlajku, na kterou se Milhouse pozvrací. Když za to ředitel Skinner chytí Barta, Bart přizná, že on a Milhouse viděli Krustyho dělat tenhle kousek v televizi. V reakci na to Skinner vede skupinu protestující proti Krustymu, jenž je nyní považován za nebezpečného pro děti. Krustyho pořad je přepracován tak, aby z něj bylo vyloučeno vše, co je považováno za nebezpečné a co by mohli vnímaví diváci napodobovat (až do té míry, že Krustyho opičí pomocník, pan Teeny, musí být poslán zpět do volné přírody). 
Po návratu domů po operaci si Marge uvědomí, že jí prsa ztěžují život i při těch nejjednodušších úkonech. Marge se snaží svá prsa před rodinou skrýt, ale Homer a děti po několika krátkých hodinách Margino tajemství odhalí. Posléze jde Marge s rodinou na večeři do místní italské restaurace. Luigi, který právě odmítl do restaurace kvůli plné obsazenosti vpustit Neda Flanderse, okamžitě přivítá rodinu Simpsonových. Marge osloví Kiki Highsmithová, manažerka veletrhu, a nabídne jí práci modelky. Marge ji přijímá a zpočátku si veletrh užívá, ale brzy ji začnou trápit bolesti zad a mnoho mužů ve Springfieldu ji sexuálně obtěžuje. 
Na springfieldském veletrhu obuvi je Marge dále ponižována a objektivizována chlípnými muži při propagaci bot. Bart zároveň pomáhá Krustymu získat zpět jeho popularitu, k čemuž využívá Milhouse a Stampyho, Bartova bývalého slona, při kaskadérském kousku. Kaskadérský kousek se však rychle vymkne kontrole, když si Stampy nacpe Milhouse i Barta do tlamy. Homer se je snaží zachránit, ale i ten se do Stampyho tlamy dostane. Krusty zapomene slovo, které mělo Stampyho přimět, aby se podvolil a lehl si. Policie se rozhodne na Stampyho vystřelit, čímž ohrozí Homera, Barta i Milhouse. Na scéně se objeví Marge a poté, co se neúspěšně snaží policii od střelby odradit – protože náčelník Wiggum tvrdí, že se slony se nevyjednává –, odvede pozornost policie tím, že shromážděnému davu ukáže svá ňadra. Krusty, kterým obyvatelé Springfieldu stále pohrdají, zachrání situaci, když si vzpomene na Stampyho slovo poté, co ho omylem vyslovil při okukování Marginých ňader. Bart, Milhouse a Homer jsou zachráněni a Krusty je oslavován jako hrdina a jeho popularita ve městě je zpět (ačkoli příběh o tom, jak Krusty zachránil děti, je v místních novinách pouze krátkým odstavcem, zatímco článek o tom, jak se Marge blýskala před davem na výstavě obuvi, je hlavním titulkem). Nakonec si Marge nechá implantáty odstranit.

## Produkce
Epizodu napsal Ian Maxtone-Graham a režíroval ji Jim Reardon. Ve zprávě agentury Associated Press o této epizodě se uvádí, že satirizuje „plastickou chirurgii a obrazy krásy v populární kultuře“. V dílu hostovali herci Adam West a Burt Ward, kteří hráli v televizním seriálu Batman Batmana a Robina. Skupina Baha Men, známá svým singlem „Who Let the Dogs Out?“, nahrála pro tuto epizodu parodii na tuto píseň s názvem „Who Let Her Jugs Out?“; skladba hraje při závěrečných titulcích.

## Vydání
Díl byl původně vysílán na stanici Fox ve Spojených státech 24. listopadu 2002. 7. února 2006 byla epizoda vydána ve Spojených státech na kolekci DVD s názvem The Simpsons Kiss and Tell: The Story of Their Love spolu s epizodami Rození líbači, Čtyřprocentní trojka a Takoví jsme nebyli. Všechny čtyři epizody se točí kolem románku mezi Homerem a Marge.
Dne 6. prosince 2011 vyšla epizoda na Blu-ray a DVD jako součást box setu The Simpsons – The Complete Fourteenth Season. Členové štábu Al Jean, Ian Maxtone-Graham, Matt Selman, Tom Gammill, Matt Warburton, David Silverman a Mike B. Anderson, stejně jako členka hereckého obsazení Nancy Cartwrightová, se podíleli na audiokomentáři k této epizodě na DVD. Do box setu byly zařazeny také vymazané scény z dílu.
Recenze televizních kritiků na tento díl byly po vydání DVD Kiss and Tell smíšené. 
Jeff Otto z IGN se vyjádřil, že ačkoli jsou podle něj Rození líbači jedinou „skvělou“ epizodou na kompilaci, „všechny čtyři epizody jsou dobrými díly Simpsonových“. Dodal: „Nechápu, proč, když už Fox chtěl sestavit set s touto tematikou, nemohl zařadit i některé klasičtější epizody o románku Marge a Homera. Nicméně i ty méně povedené díly Simpsonových jsou zábavné, takže by to určitě šlo udělat hůř.“.
Server HorrorNews.net díl označil za jeden z vrcholů řady a Aaron Peck z High-Def Digest jej označil za „nezapomenutelný“.
Colin Jacobson z DVD Movie Guide se vyjádřil, že „zápletka (…) funguje docela dobře. K dobrému komickému efektu využívá hlouposti spojené s Marginým hrudníkem a vedlejší zápletka s Bartem a Krustym na vše zábavně navazuje. Představuje spoustu vtipných kousků a mění se v silnou epizodu. Je také těžké srazit na kolena seriál, ve kterém se znovu setkávají hlasy Adama Westa a Burta Warda.“
Victor Valdivia z DVD Verdictu při recenzi 14. řady Simpsonových napsal: „Aby bylo jasno, v této sezóně je několik skutečných cinkrlátek. Jak Veliká Marge, tak Namakaná máma dokazují, že napsat dobré díly o Marge se v tuto chvíli zdá být vyloučené. (…) Podle běžných televizních měřítek to nejsou nekoukatelné epizody, ale podle měřítek Simpsonových jsou to díly, na které se pravděpodobně nebudete dívat znovu a znovu.“.